# Verkiai

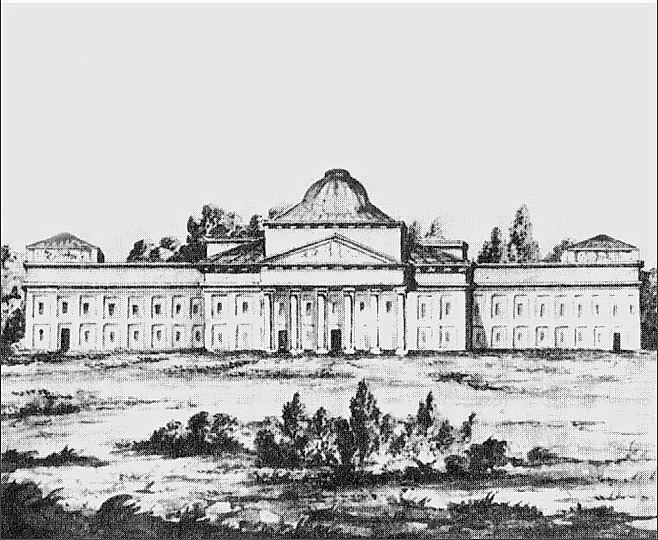
Gutshof Verkiai, 18. Jh.

Verkiai (polnisch Werki) ist ein Stadtteil der litauischen Hauptstadt Vilnius am rechten Ufer der Neris, nördlich vom Stadtzentrum mit dem Regionalpark Verkiai, dem Gutshof Verkiai, dem Architekturensemble (Schutzgebiet Verkiai) sowie der katholischen Dreifaltigkeitskirche mit Klosterbauten, erbaut von 1715 bis 1721.

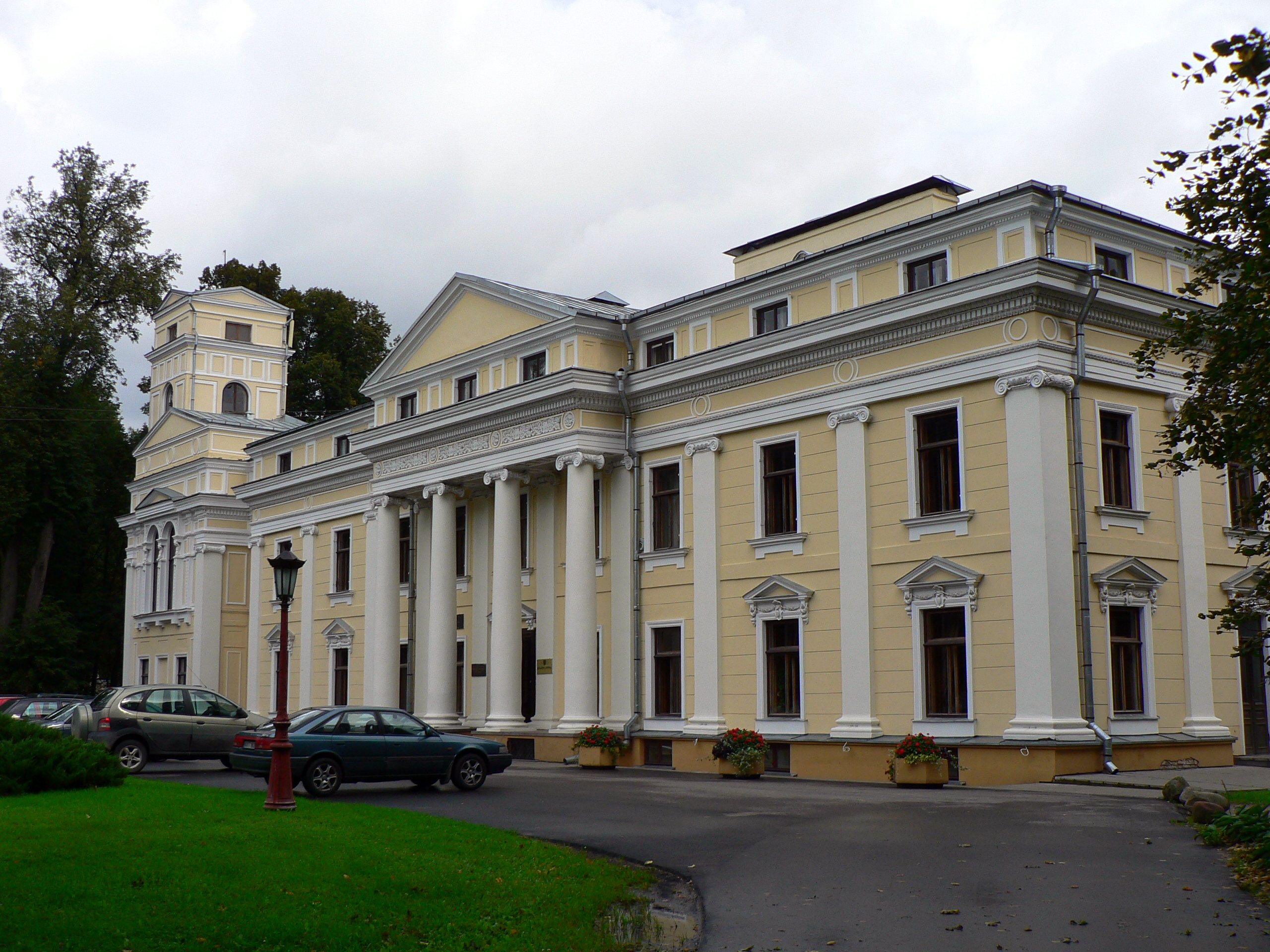
Herrenhaus des Gutes Verkiai aus dem 18. Jahrhundert
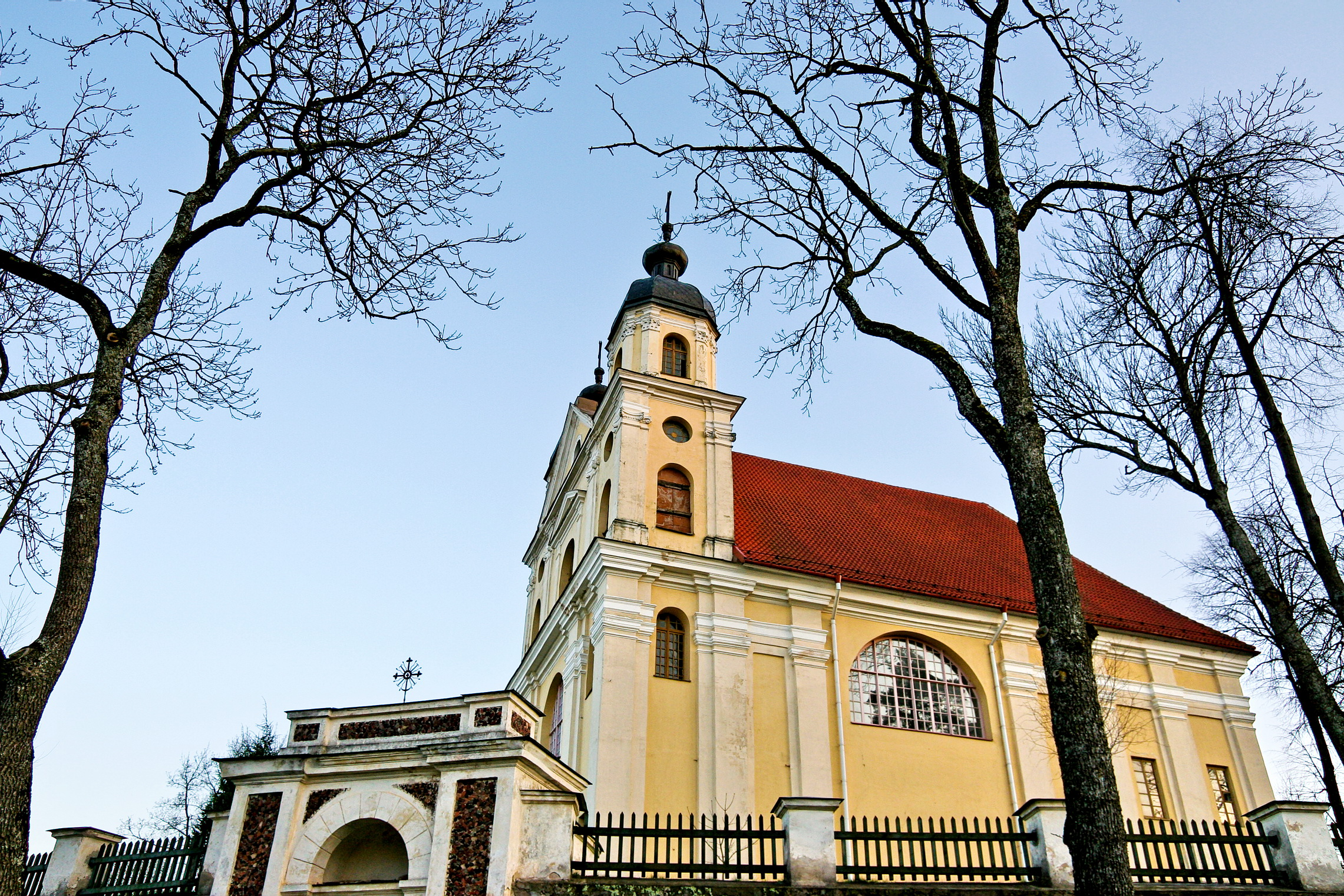
Dreifaltigkeitskirche
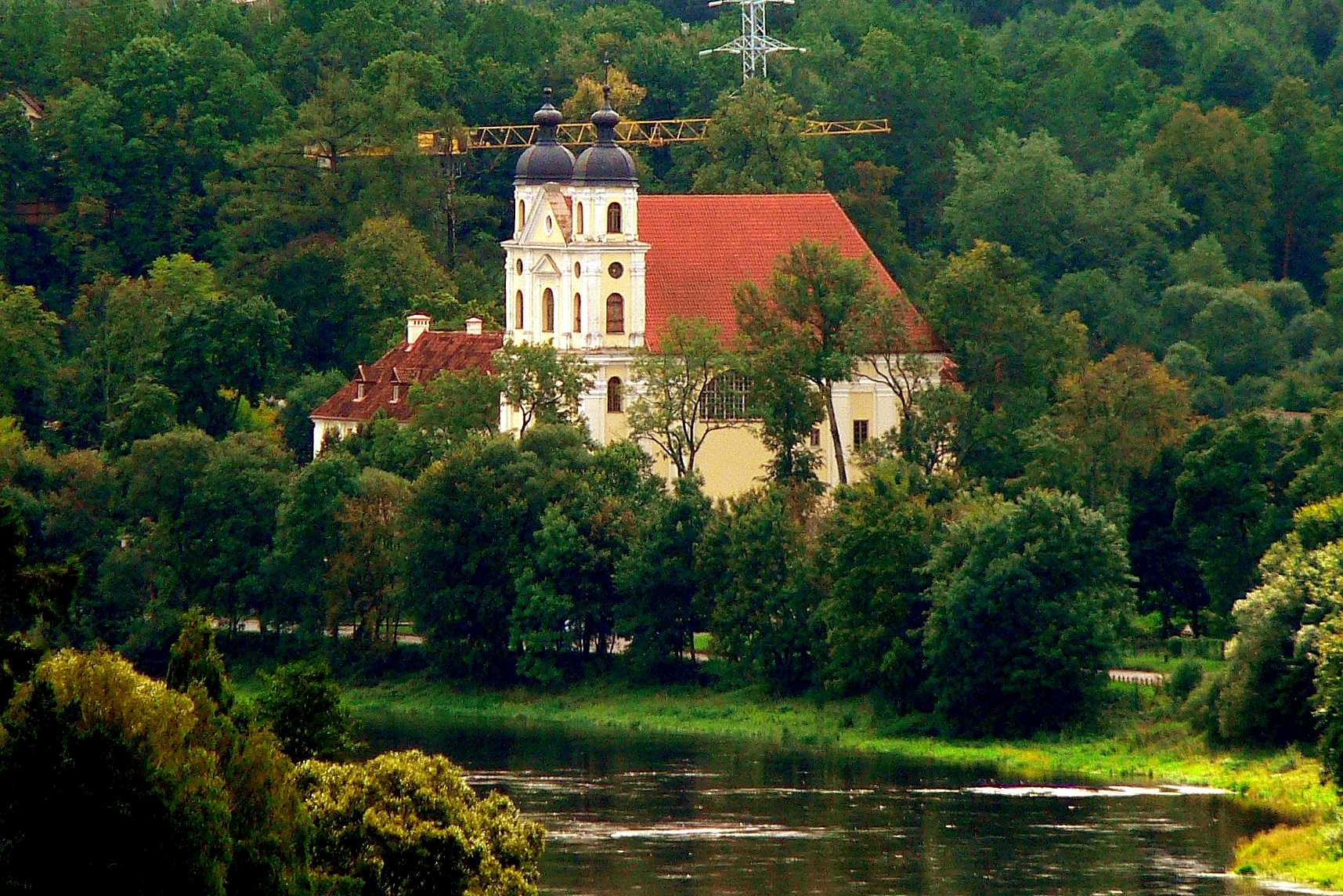
Blick über den Neris auf das Kloster

## Geschichte
1387 wurde Wolostyn Verkiai dem Bistum Vilnius auf Beschluss von Jogaila zugeordnet.
Bis 1904 war er ein Dorf und bekam danach Stadtrechte. Es gab eine Papierfabrik. 1969 wurde es an Vilnius angegliedert.